# Partido Socialista (França)
O Partido Socialista (em francês: Parti socialiste, PS) é um partido político social-democrata da França.

## História
A origem do PS remonta a 1905 e à fundação da Secção Francesa da Internacional Operária (SFIO), que, desde a sua fundação, ocupou o espaço do socialismo democrático e da social-democracia na política francesa. Apesar de a SFIO ter tido um papel importante, em especial, na resistência ao nazismo durante a Segunda Guerra Mundial, o partido viu-se ultrapassado pelo Partido Comunista Francês, como o maior partido da esquerda francesa. Com o aparecimento do gaullismo em 1958, a SFIO tornou-se cada mais irrelevante, sendo, na década de 1960, o terceiro partido francês, após os gaullistas e os comunistas. 
Numa tentativa de renovação e de recuperar influência eleitoral e política, a SFIO decidiu refundar-se como Partido Socialista em 1969. Em 1971, a eleição de François Mitterand como líder do PS, foi o momento decisivo para o partido. Mitterrand foi eleito líder, com a promessa de chegar a acordo, o mais depressa possível, com os comunistas franceses para travar o domínio gaullista e impôr um programa socialista na França. Este acordo foi assinado em 1972, e, como era desejado pelos socialistas, mas não esperado pelos comunistas, com este acordo eleitoral, o PS conseguiu afirmar-se como o maior partido de esquerda na França. Em 1981, o PS atingia o seu auge, ao conseguir que Mitterrand se tornasse o primeiro presidente socialista da França, além de, nas eleições legislativas desse mesmo ano, o partido tornar-se, pela primeira vez, o maior partido francês, conquistando 37,5% dos votos. 
Inicialmente, o PS cumpriu a sua promessa de implementação de um programa socialista, nacionalizando diversos sectores da economia e aumentando salários e pensões, mas, a partir de 1986, o partido reverteu muitas das nacionalizações que tinha efectuado e embarcou num programa de liberalização económica.  
A partir da década de 1990, o PS afastou-se do socialismo que tinha defendido até ao início da década de 1980, passando a defender a reforma do Estado Social e maior liberalização económica, embora, ao contrário de outros congéneres europeus, nunca tenha seguido uma linha de Terceira Via. Apesar de ter formado governo em 1997, coligado com comunistas e ecologistas, o PS, após a saída de Mitterrand em 1995, obteve péssimos resultados, como disso foram exemplos o falhanço de Jospin em passar à segunda volta das eleições presidenciais de 2002. ou, os 16,5% conseguidos nas eleições europeias de 2009. 
Em 2012, o PS voltou a obter grandes resultados coma eleição para presidente da França de François Hollande, que havia se tornado em 1995 presidente do PS. No mesmo ano, o partido obtém a maioria parlamentar nas eleições legislativas. 
Apesar da vitória em 2012, o partido socialista sofre com diversas rebeliões internas da sua ala esquerda que protesta contra o programa de austeridade proposto por Hollande. Esta contestação aumenta com a nomeação para primeiro-ministro de Manuel Valls, membro da ala liberal do partido. Vários deputados do PS votam contra medidas propostas por Manuel Valls, provocando a ruina do governo e, por conseguinte, a impossibilidade de Hollande de se recandidatar à presidência em 2017.
Manuel Valls falha em sua tentativa de ser investido pela primária do PS para a eleição presidencial. O candidato escolhido pelo partido, Benoît Hamon, fracassa completamente nas urnas: com 6,36 % dos votos, seu resultado é o pior da história do partido desde a derrota de Gaston Deferre, em 1969, que tinha alcançado apenas 5,01%.

## Resultados eleitorais

### Eleições presidenciais
| Data | Candidato           | 1ª Volta | 1ª Volta   | 1ª Volta       | 2ª Volta | 2ª Volta   | 2ª Volta       |
| Data | Candidato           | CI.      | Votos      | %              | CI.      | Votos      | %              |
| ---- | ------------------- | -------- | ---------- | -------------- | -------- | ---------- | -------------- |
| 1974 | François Mitterrand | 1.º      | 11 044 373 | 43,25 / 100,00 | 2.º      | 12 971 604 | 49,19 / 100,00 |
| 1981 | François Mitterrand | 2.º      | 7 505 960  | 25,85 / 100,00 | 1.º      | 15 708 262 | 51,76 / 100,00 |
| 1988 | François Mitterrand | 1.º      | 10 381 332 | 34,1 / 100,00  | 1.º      | 16 704 279 | 54,02 / 100,00 |
| 1995 | Lionel Jospin       | 1.º      | 7 098 191  | 23,3 / 100,00  | 2.º      | 14 180 644 | 47,36 / 100,00 |
| 2002 | Lionel Jospin       | 3.º      | 4 610 113  | 16,18 / 100,00 |          |            |                |
| 2007 | Ségolène Royal      | 2.º      | 9 500 112  | 25,87 / 100,00 | 2.º      | 16 790 440 | 46,94 / 100,00 |
| 2012 | François Hollande   | 1.º      | 10 272 705 | 28,63 / 100,00 | 1.º      | 18 000 668 | 51,64 / 100,00 |
| 2017 | Benoît Hamon        | 5.º      | 2 268 838  | 6,36 / 100,00  |          |            |                |
| 2022 | Anne Hidalgo        | 10.º     | 616 651    | 1,75 / 100,00  |          |            |                |

### Eleições legislativas
| Data | 1ª Volta                               | 1ª Volta                               | 1ª Volta                               | 1ª Volta                               | 2ª Volta                               | 2ª Volta                               | 2ª Volta                               | 2ª Volta                               | Deputados | +/- | Status   |
| Data | CI.                                    | Votos                                  | %                                      | +/-                                    | CI.                                    | Votos                                  | %                                      | +/-                                    | Deputados | +/- | Status   |
| ---- | -------------------------------------- | -------------------------------------- | -------------------------------------- | -------------------------------------- | -------------------------------------- | -------------------------------------- | -------------------------------------- | -------------------------------------- | --------- | --- | -------- |
| 1973 | 3.º                                    | 4 579 888                              | 19,2 / 100,00                          |                                        | 2.º                                    | 5 564 610                              | 23,7 / 100,00                          |                                        | 89 / 491  |     | Oposição |
| 1978 | 2.º                                    | 6 451 151                              | 22,6 / 100,00                          | 3,4                                    | 1.º                                    | 7 212 916                              | 28,3 / 100,00                          | 4,6                                    | 104 / 491 | 15  | Oposição |
| 1981 | 1.º                                    | 9 077 435                              | 37,5 / 100,00                          | 14,9                                   | 1.º                                    | 9 198 332                              | 49,3 / 100,00                          | 21,0                                   | 269 / 491 | 165 | Governo  |
| 1986 | 2.º                                    | 8 693 939                              | 31,0 / 100,00                          | 6,5                                    |                                        |                                        |                                        |                                        | 206 / 573 | 63  | Oposição |
| 1988 | 1.º                                    | 8 493 602                              | 34,8 / 100,00                          | 3,8                                    | 1.º                                    | 9 198 778                              | 45,3 / 100,00                          |                                        | 260 / 577 | 57  | Governo  |
| 1993 | 3.º                                    | 4 476 716                              | 17,6 / 100,00                          | 17,2                                   | 1.º                                    | 6 143 179                              | 31,0 / 100,00                          | 14,3                                   | 53 / 577  | 207 | Oposição |
| 1997 | 1.º                                    | 5 961 612                              | 23,5 / 100,00                          | 5,9                                    | 1.º                                    | 9 722 022                              | 38,2 / 100,00                          | 7,2                                    | 255 / 577 | 202 | Governo  |
| 2002 | 2.º                                    | 6 086 599                              | 24,1 / 100,00                          | 0,6                                    | 2.º                                    | 7 482 169                              | 35,3 / 100,00                          | 2,9                                    | 140 / 577 | 115 | Oposição |
| 2007 | 2.º                                    | 6 436 520                              | 24,7 / 100,00                          | 0,6                                    | 2.º                                    | 8 624 861                              | 42,3 / 100,00                          | 7,0                                    | 186 / 577 | 46  | Oposição |
| 2012 | 1.º                                    | 7 617 996                              | 29,4 / 100,00                          | 4,7                                    | 1.º                                    | 9 420 426                              | 40,9 / 100,00                          | 1,4                                    | 280 / 577 | 94  | Governo  |
| 2017 | 5.º                                    | 1 685 667                              | 7,4 / 100,00                           | 22,0                                   | 5.º                                    | 1 032 985                              | 5,7 / 100,00                           | 35,2                                   | 29 / 577  | 251 | Oposição |
| 2022 | Nova União Popular Ecologista e Social | Nova União Popular Ecologista e Social | Nova União Popular Ecologista e Social | Nova União Popular Ecologista e Social | Nova União Popular Ecologista e Social | Nova União Popular Ecologista e Social | Nova União Popular Ecologista e Social | Nova União Popular Ecologista e Social | 28 / 577  | 1   | Oposição |
| 2024 | Nova Frente Popular                    | Nova Frente Popular                    | Nova Frente Popular                    | Nova Frente Popular                    | Nova Frente Popular                    | Nova Frente Popular                    | Nova Frente Popular                    | Nova Frente Popular                    | 69 / 577  | 45  |          |

### Eleições senatoriais
| Data | Cl. | Deputados | +/- | Status  |
| ---- | --- | --------- | --- | ------- |
| 1974 | 3.º | 51 / 283  |     | Minoria |
| 1977 | 1.º | 62 / 295  | 11  | Minoria |
| 1980 | 1.º | 69 / 304  | 7   | Minoria |
| 1983 | 2.º | 70 / 317  | 1   | Minoria |
| 1986 | 3.º | 64 / 319  | 6   | Minoria |
| 1989 | 3.º | 66 / 321  | 2   | Minoria |
| 1992 | 2.º | 70 / 321  | 4   | Minoria |
| 1995 | 2.º | 75 / 321  | 5   | Minoria |
| 1998 | 2.º | 78 / 321  | 3   | Minoria |
| 2001 | 2.º | 83 / 321  | 5   | Minoria |
| 2004 | 2.º | 97 / 331  | 14  | Minoria |
| 2008 | 2.º | 116 / 343 | 19  | Minoria |
| 2011 | 1.º | 140 / 348 | 24  | Maioria |
| 2014 | 2.º | 111 / 348 | 19  | Minoria |
| 2017 | 2.º | 78 / 348  | 33  | Minoria |
| 2020 | 2.º | 64 / 348  | 12  | Minoria |

### Eleições europeias
| Data | CI. | Votos     | %             | +/-  | Deputados      | +/- |
| ---- | --- | --------- | ------------- | ---- | -------------- | --- |
| 1979 | 2.º | 4 763 026 | 23,5 / 100,00 |      | 22 / 81        |     |
| 1984 | 2.º | 4 188 875 | 20,8 / 100,00 | 2,7  | 20 / 81        | 2   |
| 1989 | 2.º | 4 286 354 | 23,6 / 100,00 | 2,8  | 22 / 81        | 2   |
| 1994 | 2.º | 2 824 173 | 14,5 / 100,00 | 9,1  | 15 / 87        | 7   |
| 1999 | 1.º | 3 873 901 | 22,0 / 100,00 | 7,5  | 22 / 87        | 7   |
| 2004 | 1.º | 4 960 756 | 28,9 / 100,00 | 6,9  | 31 / 74        | 9   |
| 2009 | 2.º | 2 838 160 | 16,5 / 100,00 | 13,4 | 14 / 7214 / 74 | 17  |
| 2014 | 3.º | 2 649 202 | 14,0 / 100,00 | 2,5  | 12 / 74        | 2   |
| 2019 | 6.º | 1 402 143 | 6,2 / 100,00  | 7,8  | 3 / 74         | 9   |
| 2024 | 3.º | 3 423 989 | 13,8 / 100,00 | 7,6  | 10 / 81        | 7   |

## Membros famosos
| Membros Notáveis       | Principal ocupação                                   |
| ---------------------- | ---------------------------------------------------- |
| Alexandre Millerand    | 12º Presidente da França                             |
| Anne Hidalgo           | 14ª Prefeita de Paris                                |
| Aristide Briand        | Primeiro-Ministro da França (6 vezes)                |
| Bertrand Delanoë       | 13ª Prefeito de Paris                                |
| Claude Allègre         | Ministro da Educação Nacional, Pesquisa e Tecnologia |
| Dominique Strauss-Kahn | 10º Diretor Geral do Fundo Monetário Internacional   |
| Édith Cresson          | Primeira-Ministra da França                          |
| François Hollande      | 24º Presidente da França                             |
| François Mitterrand    | 21º Presidente da França                             |
| Jack Lang              | Ministro da Educação Nacional                        |
| Jacques Delors         | 8º Presidente da Comissão Europeia                   |
| Jean Jaurès            | Presidente do Partido Socialista Francês             |
| Jules Guesde           | Ministro de Estado                                   |
| Laurent Fabius         | Primeiro-Ministro da França                          |
| Léon Blum              | Primeiro-Ministro da França (3 vezes)                |
| Lionel Jospin          | Primeiro-Ministro da França                          |
| Martine Aubry          | 44ª Prefeita de Lille                                |
| Michel Rocard          | Primeiro-Ministro da França                          |
| Pascal Lamy            | 5º Diretor-Geral da Organização Mundial do Comércio  |
| Paul Lafargue          |                                                      |
| Paul Ramadier          | Primeiro-Ministro da França                          |
| Pierre Bérégovoy       | Primeiro-Ministro da França                          |
| Pierre Mauroy          | Primeiro-Ministro da França                          |
| Robert Badinter        | Ministro da Justiça                                  |
| Ségolène Royal         | Ministra do Ambiente, Energia e do Mar               |
| Vincent Auriol         | 16º Presidente da França                             |